# Railway Interchange Coding System
Das Railway Interchange Coding System (kurz: RICS oder Company Code) ist ein vierstelliges System zur Identifizierung von im Eisenbahngeschäft tätigen Unternehmen, das nicht nur Eisenbahnunternehmen umfasst.
Das RICS ist im gemeinsamen Merkblatt 920-1 von UIC und OSShD festgelegt. Die Vergabe eines Company Codes ist nicht an eine Mitgliedschaft in einer der Organisationen verbunden. Derzeit besteht ein Company Code aus vier Ziffern.
Ab 1. Januar 2026 übernimmt die Europäische Eisenbahnagentur die Verwaltung des RICS für alle Akteure innerhalb der EU. Für alle anderen bleibt weiterhin die UIC zuständig. Zu diesem Zeitpunkt werden auch alphanumerische Zeichen möglich sein.
Beispiele für Company Codes sind
- 0085 SBB (Infrastruktur)
- 1001 EgroNet
- 3355 Austrian Airlines